# Церква Носса-Сеньйора-да-Віторія
Церква Богоматері Вікторії (португальською, Igreja de Nossa Senhora da Victoria) розташована біля берегів річки Кванза в Массангану, провінція Кванза-Норте, Ангола.

## Історія
Ця церква була першою будівлею за межами тодішнього села Сан-Паулу (Луанда). Його будівництво тривало близько 7 років, ймовірно, між 1583 і 1590 роками. Массангану використовувався як центр торгівлі та військових операцій у внутрішній частині країни. Він також використовувався як релігійний центр, будучи резиденцією церковного уряду між 1641 і 1648 роками під час нідерландської окупації Луанди. Як і багато інших церков, церква Массангану мала деяких рабів, і це було місце, де багато з них було охрещено, або це було місце, де вони християнізували темношкірих людей, захоплених на факторіях (Feitorias) і в організованих війнах португальцями, щоб отримати більшу кількість рабів. Указом провінції n. 81 вона була класифікована як національна пам'ятка, 28 квітня 1928 р.

## Статус Світової спадщини
22 листопада 1996 року це місце було додано до Попереднього списку Світової спадщини ЮНЕСКО в категорії «Культура».